# Mojang
Mojang AB (mojäng significa "aparell" en suec) és una companyia sueca de creació de videojocs que va ser fundada el maig de 2009 sota el nom “Mojang Specifications ”per Markus Persson reconegut internacionalment per crear el joc de món obert Minecraft. L'empresa segueix actualitzant aquest joc i també n'està desenvolupant d'altres com per exemple Scrolls. La seva seu és a Estocolm, Suècia. El 15 de setembre del 2014, Microsoft anuncià la compra de Mojang per 2,5 milions de dòlars. Es creu que la compra es completarà a finals del 2014. Enfrontament de desenvolupadors de març 2011.

## Història
Després d'un viatge pagat i una oferta de treball de Valve Corporation a principis de setembre del 2010, Markus Persson va fundar Mojang conjuntament amb el seu millor amic Jakob Porsér. Al cap d'un temps van incorporar en Carl Manneh com a director executiu, ja que Persson desitjava dur a terme un estudi independent propi per seguir desenvolupant el joc Minecraft.
Al cap d'un any, la companyia va créixer fins a arribar a la xifra de dotze empleats a més de tenir un segon joc en desenvolupament (Scrolls) i de fer d'editors de Cobalt. El 2011, el fundador de Napster i expresident de Facebook, Sean Parker, va oferir invertir en Mojang, però l'oferiment va ser rebutjat. El març del 2012, la companyia havia acumulat uns ingressos nets de més de 80 milions de dòlars.
El setembre de 2012, Mojang va començar una assosiació amb el Programa de Nacions Unides per als Assentaments Humans, anomenat "Bloc per Bloc", que implica tenir jugadors de Minecraft construint llocs dins el mateix joc per usar-los com a base pel desenvolupament assistit del poble de Kiberia a l'àrea de Nairobi a Kenya.

## Jocs
Mojang desenvolupa Minecraft (té versions d'ordinador personal, Pocket Edition, XBOX 360 i de Playstation3), Cobalt i Scrolls.
| Títol     | Any                      | Gènere                      | Plataformes | Notes                                                                          |
| --------- | ------------------------ | --------------------------- | --- | ------------------------------------------------------------------------------ |
| Minecraft | 2011                     | Sandbox de primera persona  | Plataforma Java, Java applet, Android, iOS, Xbox 360, Raspberry Pi, Xbox One, PlayStation 3, PlayStation 4, PlayStation Vita | Primer joc publicat. La versió beta de Minecraft, va estar disponible el 2009. |
| Cobalt    | Sense data oficial       | Acció, Desplaçament lateral | Windows, Linux, OS X, Xbox 360, Xbox One                                                                                     |                                                                                |
| Scrolls   | (Beta) 3 de Juny de 2013 | RPG Tàctic                  | Windows, OS X |                                                                                |
| 0x10c     | Cancel·lat               | Sandbox                     | |                                                                                |

## Empleats
Actualment, Mojang compte amb 39 empleats actius. Els fundadors originals, Markus Persson, Carl Manneh i Jakob Porser, van optar per retirar-se de Mojang després de la compra de la companyia per Microsoft.
| Nom                   | Lloc de treball                                       |
| --------------------- | ----------------------------------------------------- |
| Jens "Jeb" Bergensten | Desenvolupador (Minecraft i Minecraft Pocket Edition) |
| Daniel Kaplan         | Director de Negocis                                   |
| Karin Severinson      | Director de Finances                                  |
| Vu Bui                | Director d'Operacions                                 |
| Linn Hultman          | Gerent d'Oficina                                      |
| Markus Toivonen       | Dissenyador gràfic                                    |
| Daniel Frisk          | Desenvolupador Web                                    |
| Tobias Mollstam       | Desenvolupador Web                                    |
| Leonard Axelsson      | Desenvolupador Web                                    |
| Krisoffer Jelbring    | Desenvolupador Web                                    |
| Martin Odhelius       | Desenvolupador Web                                    |
| Erik Broes            | Desenvolupador (Cobalt)                               |
| Nathan Adams          | Desenvolupador (Minecraft)                            |
| Johan Benhardsson     | Desenvolupador (Minecraft Pocket Edition)             |
| Måns Olson            | Desenvolupador (Scrolls)                              |
| Lydia Winters         | Directora de Diversió                                 |
| Markus Toivenen       | Artista                                               |
| Mattis Grahm          | Artista                                               |
| Henrik Pettersson     | Artista                                               |
| Jonatan Pöljö         | Artista                                               |
| Poi Poi Chen          | Artista                                               |
| Marc Watson           | Atenció al client                                     |
| Mathias Andersson     | Atenció al client                                     |
| Aleksandra Zajac      | Atenció al client                                     |
| Tommaso Checci        | Desenvolupador (Minecraft Pocket Edition)             |
| Shoghi Cervantes      | Desenvolupador (Minecraft Pocket Edition)             |
| Owen Hill             | Director de Paraula                                   |
| Daniel Wustenhoff     | Desenvolupador (Minecraft Pocket Edition)             |